# Sport Club Corinthians Paulista 2020
Questa voce raccoglie le informazioni riguardanti lo Sport Club Corinthians Paulista nelle competizioni ufficiali della stagione 2020.

## Maglie e sponsor
Il fornitore tecnico per la stagione 2020 è Nike, mentre il main sponsor è Banco BMG.
| 1ª divisa | 2ª divisa | 3ª divisa |

## Organigramma societario
Area direttiva
- Presidente: Andrés Sanchez
- 1° Vice presidente: Edna Murad Hadlik
- 2° Vice presidente: Alexandre Husni
- Direttore finanziario: Matias Antonio Romano de Ávila
- Direttore dipartimento contratti: Fabio Trubilhano
- Direttore amministrativo: André Luiz De Oliveira
- Direttore patrimonio e opere: Aurelio De Paula
- Direttore cultura: Carlos Roberto Elias
- Segretario generale: Elie Werdo

Area tecnica
- Direttore sportivo: Duílio Monteiro Alves
- Manager settore "calcio": Vilson Menezes
- Supervisore settore "calcio": André Dias
- Allenatore: Vágner Mancini
- Allenatore in seconda:
- Collaboratori tecnici: Evandro Fornari, Kelly Guimarães
- Osservatori: Mauro Silva, Alysson Marins
- Preparatori atletici: Michel Huff, Anselmo Sbragia, Fabricio Ramos do Prado, Leandro Serafim da Silva
- Preparatori dei portieri: Marcelo Carpes, Luiz Fernando dos Santos

Area sanitaria
- Responsabile: Joaquim Grava
- Medici sociali: Ivan Grava, Julio Stancati, Ana Carolina Ramos e Côrte
- Fisioterapisti: Paulo Rogério Vieira, Caio Mauricio Sampaio Mello, Bruno Gorgatte, Lucas Freitas, Luciano Moreira Rosa
- Fisiologo: Antonio Carlos Fedato Filho
- Infermieri: Alexandro Gonçalves Dias, Cleber Costa de Souza
- Massaggiatori: Ceará, Valder Bernardo
- Podologo: Ezequiel Pereira Rocha

## Rosa
Aggiornata al 25 febbraio 2021.
| N. |                      | Ruolo | Calciatore        |
| -- | -------------------- | ----- | ----------------- |
| 2  | Brasile (bandiera)   | D     | Michel            |
| 3  | Brasile (bandiera)   | D     | Jemerson          |
| 4  | Brasile (bandiera)   | D     | Gil               |
| 5  | Brasile (bandiera)   | C     | Gabriel           |
| 6  | Brasile (bandiera)   | D     | Lucas Piton       |
| 7  | Brasile (bandiera)   | A     | Luan              |
| 8  | Brasile (bandiera)   | C     | Ramiro            |
| 10 | Ecuador (bandiera)   | C     | Juan Cazares      |
| 11 | Venezuela (bandiera) | C     | Rómulo Otero      |
| 12 | Brasile (bandiera)   | P     | Cássio (capitano) |
| 13 | Brasile (bandiera)   | D     | Léo Santos        |
| 14 | Uruguay (bandiera)   | D     | Bruno Méndez      |
| 15 | Brasile (bandiera)   | C     | Éderson           |
| 17 | Brasile (bandiera)   | A     | Cauê              |
| 18 | Brasile (bandiera)   | A     | Léo Natel         |
| 19 | Brasile (bandiera)   | A     | Gustavo Mosquito  |
| 20 | Brasile (bandiera)   | C     | Camacho           |
| 21 | Cile (bandiera)      | C     | Ángelo Araos      |
| 22 | Brasile (bandiera)   | C     | Mateus Vital      |

| N. |                    | Ruolo | Calciatore      |
| -- | ------------------ | ----- | --------------- |
| 23 | Brasile (bandiera) | D     | Fagner          |
| 24 | Brasile (bandiera) | C     | Víctor Cantillo |
| 25 | Brasile (bandiera) | D     | Marllon         |
| 26 | Brasile (bandiera) | D     | Fábio Santos    |
| 27 | Brasile (bandiera) | P     | Walter          |
| 28 | Brasile (bandiera) | A     | Jonathan Cafú   |
| 29 | Brasile (bandiera) | C     | Roni            |
| 31 | Brasile (bandiera) | C     | Gustavo Mantuan |
| 32 | Brasile (bandiera) | P     | Matheus Donelli |
| 33 | Brasile (bandiera) | A     | Davó            |
| 34 | Brasile (bandiera) | D     | Raul Gustavo    |
| 35 | Brasile (bandiera) | D     | Danilo Avelar   |
| 36 | Brasile (bandiera) | C     | Ruan Oliveira   |
| 37 | Brasile (bandiera) | A     | Everaldo        |
| 38 | Brasile (bandiera) | A     | Gabriel Pereira |
| 39 | Brasile (bandiera) | C     | Xavier          |
| 40 | Brasile (bandiera) | P     | Guilherme       |
| 77 | Brasile (bandiera) | A     | Jô              |

## Cambi di allenatore
L'11 settembre 2020, Tiago Nunes viene rimosso dall'incarico di allenatore dopo una sconfitta casalinga contro il Palmeiras. Nonostante fosse stato assunto il 7 novembre 2019, Nunes aveva preso possesso del suo ruolo soltanto all'inizio di questa stagione 2020. Il Corinthians, quindi, ha annunciato che a sostituirlo ad interim sarebbe stato l'ex-giocatore ed allenatore della squadra under-20 Dyego Coelho.
il 12 ottobre 2020 Coelho è stato sostituito dal nuovo allenatore Vágner Mancini, ex-allenatore dell'Atlético Goianiense.

## Calciomercato

### Sessione invernale
| Acquisti | Acquisti            | Acquisti         | Acquisti                          |
| R.       | Nome                | da               | Modalità                          |
| -------- | ------------------- | ---------------- | --------------------------------- |
| A        | Luan                | Grêmio           | acquisto definitivo (5 milioni €) |
| C        | Matheus Jesus       | Estoril Praia    | ?                                 |
| A        | Davó                | Guarani          | acquisto definitivo (545000 €)    |
| C        | Éderson             | Cruzeiro         | acquisto definitivo (gratuito)    |
| A        | Jorge Colmán        | Olimpia          | prestito (31.12.2020)             |
| D        | Sidcley             | Dinamo Kiev      | prestito (31.12.2020)             |
| C        | Víctor Cantillo     | Atlético Junior  | prestito con obbligo di acquisto  |
| C        | Yony González       | Benfica          | prestito (31.8.2020)              |
| D        | Guilherme Romão     | São Bento        | fine prestito (30.11.2019)        |
| A        | Gabriel Vasconselos | Oeste            | fine prestito (30.11.2019)        |
| A        | Carlinhos           | Vila Nova        | fine prestito (30.11.2019)        |
| C        | Marciel             | Vitória          | fine prestito (30.11.2019)        |
| C        | Paulo Roberto       | Fortaleza        | fine prestito (31.12.2019)        |
| C        | Fellipe Bastos      | Vasco da Gama    | fine prestito (31.12.2019)        |
| A        | Luidy               | Londrina         | fine prestito (31.12.2019)        |
| C        | Camacho             | Athl. Paranaense | fine prestito (31.12.2019)        |
| A        | Guilherme           | Fluminense       | fine prestito (31.12.2019)        |
| D        | Pedro Henrique      | Athl. Paranaense | fine prestito (31.12.2019)        |
| D        | Guilherme Mantuan   | Ponte Preta      | fine prestito (31.12.2019)        |
| C        | Marlone             | Goiás            | fine prestito (31.12.2019)        |
| A        | Matheus Matias      | Avaí             | fine prestito (31.12.2019)        |
| C        | Richard             | Vasco da Gama    | fine prestito (31.12.2019)        |
| C        | Ángelo Araos        | Ponte Preta      | fine prestito (31.12.2019)        |
| D        | Jean Irmer          | Botafogo         | fine prestito (31.12.2019)        |
| C        | Giovanni Augusto    | Goiás            | fine prestito (31.12.2019)        |
| A        | André Luis          | Fortaleza        | fine prestito (31.12.2019)        |
| D        | Léo Príncipe        | Paraná           | fine prestito (31.12.2019)        |
| A        | Gustavo Mosquito    | Oeste            | fine prestito (9.1.2020)          |
| C        | Thiaguinho          | Botafogo         | fine prestito (31.12.2020)        |

| Cessioni | Cessioni            | Cessioni             | Cessioni                       |
| R.       | Nome                | a                    | Modalità                       |
| -------- | ------------------- | -------------------- | ------------------------------ |
| D        | João Victor         | Inter de Limeira     | prestito (30.4.2020)           |
| D        | Vinicius Del'Amore  | -                    | rescissione del contratto      |
| D        | Léo Príncipe        | -                    | fine del contratto             |
| C        | Rafael Bilú         | CSA                  | prestito (31.12.2020)          |
| C        | Fessin              | Bahia                | prestito (31.12.2020)          |
| D        | Guilherme Romão     | Botafogo-SP          | prestito (18.4.2020)           |
| P        | Caíque França       | Oeste                | prestito (31.12.2020)          |
| C        | Rafinha             | Penapolense          | prestito (30.4.2020)           |
| A        | Carlinhos           | Marcílio Dias        | prestito (30.4.2020)           |
| D        | Matheus Alexandre   | Ponte Preta          | prestito (31.12.2020)          |
| D        | Rael                | Oeste                | prestito (1.4.2020)            |
| C        | Marciel             | Juventude            | prestito (31.12.2020)          |
| M        | Júnior Urso         | Orlando City         | cessione definitiva (810000 €) |
| C        | Thiaguinho          | Botafogo             | fine prestito (4.3.2020)       |
| A        | Lucca               | Al-Khor              | prestito (31.7.2020)           |
| C        | Paulo Roberto       | -                    | fine del contratto             |
| A        | Gabriel Vasconselos | -                    | fine del contratto             |
| C        | Giovanni Augusto    | -                    | fine del contratto             |
| C        | Marlone             | -                    | fine del contratto             |
| C        | Fellipe Bastos      | -                    | fine del contratto             |
| A        | Guilherme           | -                    | fine del contratto             |
| C        | Rodrigo Figueiredo  | -                    | fine del contratto             |
| C        | Marquinhos          | Sport Recife         | prestito (31.12.2020)          |
| C        | Matheus Jesus       | RB Bragantino        | prestito (31.12.2020)          |
| D        | Igor Formiga        | Coimbra              | prestito (30.4.2020)           |
| A        | Clayson             | Bahia                | cessione definitiva (660000 €) |
| D        | Guilherme Mantuan   | Oeste                | prestito (31.12.2020)          |
| C        | Fabrício Oya        | Oeste                | prestito (31.12.2020)          |
| A        | Gustavo Mosquito    | Paraná               | prestito (31.12.2020)          |
| A        | Luidy               | CRB                  | prestito (31.12.2020)          |
| A        | Matheus Matias      | Oeste                | prestito (31.12.2020)          |
| C        | Júnior Sornoza      | LDU Quito            | prestito (31.12.2020)          |
| D        | Caetano             | Coritiba             | prestito (31.12.2020)          |
| C        | Renê Júnior         | Coritiba             | prestito (31.12.2020)          |
| A        | André Luis          | Daejeon Hana Citizen | prestito (31.12.2020)          |
| C        | Ralf                | -                    | rescissione del contratto      |
| D        | Jean Irmer          | Vitória              | prestito (31.12.2020)          |
| D        | Gustavo             | Internacional        | prestito (31.12.2020)          |
| A        | Madson              | Fortaleza            | prestito (31.12.2020)          |
| P        | Filipe              | Paraná               | prestito (31.12.2020)          |
| D        | João Victor         | Inter de Limeira     | prestito (fino al 30.4.2020)   |
| C        | Régis               | Bahia                | fine prestito (31.12.2019)     |
| D        | Jordan              | Cianorte             | fine prestito (31.12.2020)     |
| D        | Manoel              | Cruzeiro             | fine prestito (31.12.2019)     |

### Sessione estiva
| Acquisti | Acquisti          | Acquisti         | Acquisti                       |
| R.       | Nome              | da               | Modalità                       |
| -------- | ----------------- | ---------------- | ------------------------------ |
| A        | Jô                | -                | acquisto definitivo (gratuito) |
| A        | Léo Natel         | -                | acquisto definitivo (gratuito) |
| D        | Gil               | Shandong Taishan | acquisto definitivo (gratuito) |
| D        | Guilherme Romão   | Botafogo-SP      | fine prestito (18.4.2020)      |
| D        | João Victor       | Inter de Limeira | fine prestito (26.4.2020)      |
| A        | Carlinhos         | Marcílio Dias    | fine prestito (1.5.2020)       |
| A        | Gustavo           | Internacional    | fine prestito (30.6.2020)      |
| A        | Lucca             | Al-Khor          | fine prestito (12.7.2020)      |
| D        | Lucas Piton       | -                | aggregato dalle giovanili      |
| A        | Janderson         | -                | aggregato dalle giovanili      |
| A        | Léo Natel         | -                | acquisto definitivo (gratuito) |
| A        | Gabriel Pereira   | -                | aggregato dalle giovanili      |
| C        | Ruan Oliveira     | -                | aggregato dalle giovanili      |
| A        | Gustavo Mosquito  | Paraná           | fine prestito (14.8.2020)      |
| C        | Rómulo Otero      | Atlético Mineiro | prestito (31.7.2021)           |
| D        | Guilherme Mantuan | Oeste            | fine prestito (9.9.2020)       |
| C        | Roni              | -                | aggregato dalle giovanili      |
| C        | Xavier            | -                | aggregato dalle giovanili      |
| C        | Gustavo Mantuan   | -                | aggregato dalle giovanili      |
| C        | Juan Cazares      | Atlético Mineiro | acquisto definitivo (gratuito) |
| D        | Marllon           | Cruzeiro         | fine prestito                  |
| D        | Fábio Santos      | Atlético Mineiro | acquisto definitivo (gratuito) |
| A        | Diogo Vitor       | -                | acquisto definitivo (gratuito) |
| D        | Jemerson          | Monaco           | acquisto definitivo (680000 €) |
| A        | Jonathan Cafú     | Bordeaux         | acquisto definitivo (gratuito) |

| Cessioni | Cessioni          | Cessioni             | Cessioni                            |
| R.       | Nome              | a                    | Modalità                            |
| -------- | ----------------- | -------------------- | ----------------------------------- |
| C        | Jadson            | -                    | rescissione del contratto           |
| D        | Hugo Borges       | Wilstermann          | prestito (30.6.2020)                |
| D        | Marllon           | Cruzeiro             | prestito (31.12.2020)               |
| C        | Pedrinho          | Benfica              | cessione definitiva (20 milioni €)  |
| C        | Thiaguinho        | CRB                  | prestito (31.12.2020)               |
| D        | Rael              | -                    | fine del contratto                  |
| D        | Guilherme Romão   | -                    | fine del contratto                  |
| A        | Vágner Love       | -                    | rescissione del contratto           |
| A        | André Luis        | Daejeon Hana Citizen | cessione definitiva (2 milioni €)   |
| D        | João Victor       | Atl. Goianiense      | prestito (31.12.2020)               |
| A        | Lucca             | -                    | rescissione del contratto           |
| D        | Raul Gustavo      | Inter de Limeira     | prestito (31.12.2020)               |
| A        | Carlinhos         | Atibaia              | prestito (31.12.2020)               |
| D        | Pedro Henrique    | Athl. Paranaense     | cessione definitiva (1 milione €)   |
| C        | Richard           | Athl. Paranaense     | prestito (31.12.2021)               |
| A        | Gustavo           | Jeonbuk Hyundai      | cessione definitiva (2,1 milioni €) |
| C        | Rafinha           | Oeste                | prestito (31.12.2020)               |
| A        | Matheus Matias    | São Bernardo         | prestito (31.12.2020)               |
| A        | Nathan            | Racing Ferrol        | prestito (30.6.2021)                |
| A        | Janderson         | Atl. Goianiense      | prestito (28.2.2021)                |
| D        | Carlos Augusto    | Monza                | cessione definitiva (4 milioni €)   |
| D        | Guilherme Mantuan | Gil Vicente          | cessione definitiva (gratuito)      |
| A        | Madson            | Oeste                | prestito (31.1.2021)                |
| D        | Jean              | Marítimo             | cessione definitiva (gratuito)      |
| A        | Matheus Matias    | Paraná               | prestito (28.2.2021)                |

## Campionato Paulista

### Classifica Gruppo D
| Pos. | Squadra       | Pt | G  | V | N | P | GF | GS | DR |
| ---- | ------------- | -- | -- | - | - | - | -- | -- | -- |
| 1.   | RB Bragantino | 23 | 12 | 7 | 2 | 3 | 18 | 9  | +9 |
| 2.   | Corinthians   | 17 | 12 | 4 | 5 | 3 | 15 | 10 | +5 |
| 3.   | Guarani       | 16 | 12 | 4 | 4 | 4 | 16 | 14 | +2 |
| 4.   | Ferroviária   | 15 | 12 | 3 | 6 | 3 | 13 | 9  | +4 |

### Risultati

#### Fase a gironi
| San Paolo 23 gennaio 2020, ore 21:30 UTC-3 1ª giornata                                           | Corinthians | 4 – 1 referto | Botafogo-SP | Arena Corinthians |
| \| \| \| \| \| Boselli 12’ Luan 55’ (rig.) Boselli 60’ Boselli 84’ \| Marcatori \| 82’ Ronald \| |             |               |             |                   |
|                                                                                                  |             |               |             |                   |
| Boselli 12’ Luan 55’ (rig.) Boselli 60’ Boselli 84’                                              | Marcatori   | 82’ Ronald    |             |                   |

| Mirassol 26 gennaio 2020, ore 19:00 UTC-3 2ª giornata   | Mirassol  | 1 – 1 referto | Corinthians | Estádio Municipal José Maria de Campos Maia |
| \| \| \| \| \| Camilo 75’ \| Marcatori \| 12’ Ramiro \| |           |               |             |                                             |
|                                                         |           |               |             |                                             |
| Camilo 75’                                              | Marcatori | 12’ Ramiro    |             |                                             |

| San Paolo 30 gennaio 2020, ore 21:30 UTC-3 3ª giornata                  | Ponte Preta | 1 – 1 referto | Corinthians | Estádio Moisés Lucarelli |
| \| \| \| \| \| Bruno Indio 40’ Roger 41’ \| Marcatori \| 52’ Boselli \| |             |               |             |                          |
|                                                                         |             |               |             |                          |
| Bruno Indio 40’ Roger 41’                                               | Marcatori   | 52’ Boselli   |             |                          |

| San Paolo 2 febbraio 2020, ore 11:00 UTC-3 4ª giornata      | Corinthians | 2 – 0 referto | Santos | Arena Corinthians |
| \| \| \| \| \| Everaldo 2’ Janderson 47’ \| Marcatori \| \| |             |               |        |                   |
|                                                             |             |               |        |                   |
| Everaldo 2’ Janderson 47’                                   | Marcatori   |               |        |                   |

| San Paolo 9 febbraio 2020, ore 16:00 UTC-3 5ª giornata                    | Corinthians | 0 – 1 referto | Inter de Limeira | Arena Corinthians |
| \| \| \| \| \| Everaldo 2’ Janderson 47’ \| Marcatori \| 42’ Thcarlles \| |             |               |                  |                   |
|                                                                           |             |               |                  |                   |
| Everaldo 2’ Janderson 47’                                                 | Marcatori   | 42’ Thcarlles |                  |                   |

| San Paolo 15 febbraio 2020, ore 19:00 UTC-3 6ª giornata | San Paolo | 0 – 0 referto | Corinthians | Stadio Morumbi |

| San Paolo 22 febbraio 2020, ore 15:00 UTC-3 7ª giornata                      | Água Santa | 2 – 1 referto  | Corinthians | Stadio Morumbi |
| \| \| \| \| \| Luan Dias 31’ Robinho 90+1’ \| Marcatori \| 7’ Vágner Love \| |            |                |             |                |
|                                                                              |            |                |             |                |
| Luan Dias 31’ Robinho 90+1’                                                  | Marcatori  | 7’ Vágner Love |             |                |

| San Paolo 26 febbraio 2020, ore 21:30 UTC-3 8ª giornata                   | Corinthians | 0 – 1 referto | Santo André | Arena Corinthians |
| \| \| \| \| \| Boselli 90+2’ Janderson 47’ \| Marcatori \| 27’ Ronaldo \| |             |               |             |                   |
|                                                                           |             |               |             |                   |
| Boselli 90+2’ Janderson 47’                                               | Marcatori   | 27’ Ronaldo   |             |                   |

| Novo Horizonte 7 marzo 2020, ore 19:00 UTC-3 9ª giornata | Grêmio Novorizontino | 1 – 1 referto | Corinthians | Estádio Doutor Jorge Ismael de Biasi |
| \| \| \| \| \| Jenison 24’ \| Marcatori \| 20’ Gil \|    |                      |               |             |                                      |
|                                                          |                      |               |             |                                      |
| Jenison 24’                                              | Marcatori            | 20’ Gil       |             |                                      |

| San Paolo 15 marzo 2020, ore 16:00 UTC-3 10ª giornata     | Corinthians | 1 – 1 referto | Ituano | Arena Corinthians |
| \| \| \| \| \| Luan 45+2’ \| Marcatori \| 15’ B. Lopes \| |             |               |        |                   |
|                                                           |             |               |        |                   |
| Luan 45+2’                                                | Marcatori   | 15’ B. Lopes  |        |                   |

| San Paolo 22 luglio 2020, ore 21:30 UTC-3 11ª giornata | Corinthians | 1 – 0 referto | Palmeiras | Arena Corinthians |
| \| \| \| \| \| Gil 15’ \| Marcatori \| \|              |             |               |           |                   |
|                                                        |             |               |           |                   |
| Gil 15’                                                | Marcatori   |               |           |                   |

| Barueri 26 luglio 2020, ore 16:00 UTC-3 12ª giornata              | Oeste     | 0 – 2 referto                   | Corinthians | Arena Barueri |
| \| \| \| \| \| \| Marcatori \| 45+2’ Danilo Avelar 90’ Éderson \| |           |                                 |             |               |
|                                                                   |           |                                 |             |               |
|                                                                   | Marcatori | 45+2’ Danilo Avelar 90’ Éderson |             |               |

Classificandosi secondo nel proprio girone di appartenenza, il Corinthians passa alle fasi finali del campionato.

#### Quarti di finale
| Bragança Paulista 30 luglio 2020, ore 19:00 UTC-3 Quarti di finale (gara unica) | RB Bragantino | 0 – 2 referto | Corinthians | Stadio Nabi Abi Chedid |
| \| \| \| \| \| Éderson 1’ Jô 65’ \| Marcatori \| \|                             |               |               |             |                        |
|                                                                                 |               |               |             |                        |
| Éderson 1’ Jô 65’                                                               | Marcatori     |               |             |                        |

#### Semifinale
| San Paolo 2 agosto 2020, ore 16:00 UTC-3 Semifinale (gara unica) | Corinthians | 1 – 0 referto | Mirassol | Arena Corinthians |
| \| \| \| \| \| Éderson 72’ \| Marcatori \| \|                    |             |               |          |                   |
|                                                                  |             |               |          |                   |
| Éderson 72’                                                      | Marcatori   |               |          |                   |

#### Finale
| San Paolo 5 agosto 2020, ore 21:30 UTC-3 Finale (Andata) | Corinthians | 0 – 0 referto | Palmeiras | Arena Corinthians |

| San Paolo 8 agosto 2020, ore 16:30 UTC-3 Finale (Ritorno) | Palmeiras            | 1 – 1 referto                            | Corinthians | Allianz Parque |
| \| \| \| \| \| Luiz Adriano 50’ \| Marcatori \| 90+7’ Jô \| \| Bruno Henrique Raphael Veiga Gustavo Scarpa Lucas Lima Patrick \| Tiri di rigore 4 – 3 \| Michel Danilo Avelar Cantillo Sidcley Jô \| |                      |                                          |             |                |
| |                      |                                          |             |                |
| Luiz Adriano 50’ | Marcatori            | 90+7’ Jô                                 |             |                |
| Bruno Henrique Raphael Veiga Gustavo Scarpa Lucas Lima Patrick | Tiri di rigore 4 – 3 | Michel Danilo Avelar Cantillo Sidcley Jô |             |                |

Dopo i tempi regolamentari della finale di ritorno, Corinthians e Palmeiras si sono affrontate in una serie di calci di rigore permanendo la parità nel risultato aggregato (1-1). Dai rigori è uscito vincente il Palmeiras, laurendasi in tal modo campione del campionato paulista 2020.

## Coppa Libertadores 2020
Avendo concluso il Brasileirão 2019 all'ottava posizione, il Corinthians ha ottenuto la qualificazione alla Coppa Libertadores 2020 dalla seconda fase dei turni preliminari. Il sorteggio ha visto il Corinthians accoppiarsi con i paraguaiani del Guaraní.

### Turni preliminari
| Asunción 5 febbraio 2020, ore 21:30 UTC-3 Turni preliminari (Andata) | Guaraní   | 1 – 0 referto | Corinthians | Stadio General Pablo Rojas |
| \| \| \| \| \| Morel 7’ \| Marcatori \| \|                           |           |               |             |                            |
|                                                                      |           |               |             |                            |
| Morel 7’                                                             | Marcatori |               |             |                            |

| San Paolo 12 febbraio 2020, ore 21:30 UTC-3 Turni preliminari (Ritorno) | Corinthians | 2 – 1 referto | Guaraní | Arena Corinthians |
| \| \| \| \| \| Luan 9’ Boselli 32’ \| Marcatori \| 53’ Fernández \|     |             |               |         |                   |
|                                                                         |             |               |         |                   |
| Luan 9’ Boselli 32’                                                     | Marcatori   | 53’ Fernández |         |                   |

Nonostante il risultato aggregato di 2-2, il Corinthians è stato eliminato dalla Coppa Libertadores 2020 grazie alla regola del gol fuori casa.

## Brasileirão
Dati aggiornati al 23 novembre 2020.

### Risultati

#### Andata
| San Paolo 30 settembre 2020, ore 21:30 UTC-3 1ª giornata | Corinthians                | 0 – 0 | Atl. Goianiense | Arena Corinthians\| Arbitro: \| Paulo Roberto Alves Júnior \| |
| Arbitro:                                                 | Paulo Roberto Alves Júnior |       |                 |                                                               |

| Arbitro: | Wagner do Nascimento Magalhães |

|                                  |           |                  |
| Hyoran 52’ Hyoran 56’ Nathan 61’ | Marcatori | 12’ Jô 30’ Araos |

| Porto Alegre 15 agosto 2020, ore 19:00 UTC-3 3ª giornata | Grêmio                | 0 – 0 referto | Corinthians | Arena do Grêmio\| Arbitro: \| Bruno Arleu de Araújo \| |
| Arbitro:                                                 | Bruno Arleu de Araújo |               |             |                                                        |

| Arbitro: | Bráulio da Silva Machado |

|                                           |           |           |
| Léo Natel 38’ Jô 49’ Gustavo Mosquito 87’ | Marcatori | 42’ Sassá |

| Arbitro: | Rodolpho Toski Marques |

|          |           |               |
| Luan 76’ | Marcatori | 62’ Romarinho |

| Arbitro: | Flavio Rodrigues de Souza |

|                            |           |            |
| Hernanes 14’ Brenner 90+2’ | Marcatori | 36’ Ramiro |

| Arbitro: | José Mendonca da Silva Junior |

|              |           |                                 |
| Vinicius 65’ | Marcatori | 28’ (aut.) Sanches 90+1’ Avelar |

| Arbitro: | Rafael Traci |

|                            |           |                             |
| Fagner 12’ (rig.) Jô 90+3’ | Marcatori | 22’ Bruno Nazário 75’ Kalou |

| Arbitro: | Leandro Vuaden |

|  |           |                                           |
|  | Marcatori | 43’ (rig.) Luiz Adriano 65’ Gabriel Veron |

| Arbitro: | Braulio da Silva Machado |

|                         |           |                    |
| Nenê 8’ Nenê 89’ (rig.) | Marcatori | 90+6’ Mateus Vital |

| Arbitro: | Wagner do Nascimento Magalhães |

|                            |           |                               |
| Otero 17’ Roni 34’ Gil 61’ | Marcatori | 36’ Nino Paraíba 89’ Saldanha |

| Arbitro: | Wilton Pereira Sampaio |

|                    |           |  |
| Maidana 37’ (rig.) | Marcatori |  |

| Bragança Paulista 3 ottobre 2020, ore 21:00 UTC-3 13ª giornata | RB Bragantino       | 0 – 0 referto | Corinthians | Stadio Nabi Abi Chedid\| Arbitro: \| Edina Alves Batista \| |
| Arbitro:                                                       | Edina Alves Batista |               |             |                                                             |

| Arbitro: | Marcelo de Lima Henrique |

|              |           |            |
| Avelar 45+1’ | Marcatori | 12’ Mádson |

| Arbitro: | Anderson Daronco |

|                                             |           |               |
| Gil 34’ (aut.) Fernando Sobral 90+1’ (rig.) | Marcatori | 15’ Léo Natel |

| Arbitro: | Wilton Pereira Sampaio |

|                |           |  |
| Everaldo 90+6’ | Marcatori |  |

| Arbitro: | Leandro Vuaden |

|         |           |                                                                |
| Gil 64’ | Marcatori | 32’ Ribeiro 52’ Vitinho 58’ Natan 72’ Bruno Henrique 86’ Diego |

| Arbitro: | Caio Max Augusto Vieira |

|             |           |                                  |
| Ribamar 73’ | Marcatori | 23’ Gustavo Mantuan 90’ Everaldo |

| Arbitro: | Paulo Roberto Alves Júnior |

|          |           |  |
| Davó 33’ | Marcatori |  |

#### Ritorno
| Goiânia 7 novembre 2020, ore 21:00 UTC-3 20ª giornata | Atl. Goianiense | 1 – 1 referto | Corinthians | Stadio Antônio Accioly |

| Arbitro: | Rodrigo D'Alonso Ferreira |

|         |           |                       |
| Davó 6’ | Marcatori | 61’ Arana 84’ Marrony |

| San Paolo 22 novembre 2020, ore 20:30 UTC-3 22ª giornata | Corinthians             | 0 – 0 referto | Grêmio | Arena Corinthians\| Arbitro: \| Caio Max Augusto Vieira \| |
| Arbitro:                                                 | Caio Max Augusto Vieira |               |        |                                                            |

| Arbitro: | Leandro Vuaden |

|  |           |                         |
|  | Marcatori | 20’ (rig.) Fábio Santos |

| Fortaleza 2 dicembre 2020, ore 21:30 UTC-3 24ª giornata | Fortaleza                | 0 – 0 referto | Corinthians | Castelão\| Arbitro: \| Bráulio da Silva Machado \| |
| Arbitro:                                                | Bráulio da Silva Machado |               |             |                                                    |

| Arbitro: | Raphael Claus |

|           |           |  |
| Otero 24’ | Marcatori |  |

| Arbitro: | Bruno Arleu de Araújo |

|                             |           |              |
| Gustavo Mosquito 13’ Jô 50’ | Marcatori | 3’ Fernandão |

| Arbitro: | Héber Roberto Lopes |

|  |           |                                |
|  | Marcatori | 33’ Cazares 90+4’ Mateus Vital |

| Arbitro: | Rafael Traci |

|                                                         |           |  |
| Jô 25’ Cazares 54’ Fagner 60’ Mateus Vital 66’ Luan 89’ | Marcatori |  |

| Arbitro: | Jean Pierre Gonçalves Lima |

|                                                                       |           |  |
| Raphael Veiga 33’ Luiz Adriano 44’ Raphael Veiga 47’ Luiz Adriano 65’ | Marcatori |  |

| Arbitro: | Anderson Daronco |

|                                                         |           |  |
| Jô 25’ Cazares 54’ Fagner 60’ Mateus Vital 66’ Luan 89’ | Marcatori |  |

| Arbitro: | Bruno Arleu de Araújo |

|  |           |                          |
|  | Marcatori | 1’ Helinho 41’ Claudinho |

| Arbitro: | Ricardo Marques |

|                            |           |             |
| Gilberto 30’ Ramírez 45+3’ | Marcatori | 70’ Gabriel |

| Arbitro: | Héber Roberto Lopes |

|                                       |           |             |
| Fábio Santos 20’ (rig.) Léo Natel 27’ | Marcatori | 15’ Fabinho |

| Arbitro: | Jean Pierre Gonçalves Lima |

|                                                      |           |                                  |
| Gustavo Mosquito 2’ Gabriel 17’ Gustavo Mosquito 55’ | Marcatori | 13’ Abner 33’Canesin 72’ Vitinho |

| Arbitro: | Rafael Traci |

|                             |           |               |
| Willian Arão 9’ Gabriel 54’ | Marcatori | 19’ Léo Natel |

| Arbitro: | Vinícius Gonçalves Dias Araújo |

|                     |           |  |
| Marcos Leonardo 54’ | Marcatori |  |

| San Paolo 21 febbraio 2021, ore 16:00 UTC-3 37ª giornata | Corinthians      | 0 – 0 referto | Vasco da Gama | Arena Corinthians\| Arbitro: \| Anderson Daronco \| |
| Arbitro:                                                 | Anderson Daronco |               |               |                                                     |

| Porto Alegre 25 febbraio 2021, ore 21:30 UTC-3 38ª giornata | Internacional  | 0 – 0 referto | Corinthians | Stadio Beira-Rio\| Arbitro: \| Wilton Sampaio \| |
| Arbitro:                                                    | Wilton Sampaio |               |             |                                                  |

## Coppa del Brasile
Grazie all'ottavo posto nel Brasileirão 2019, il Corinthians accede direttamente agli ottavi di finale della Coppa del Brasile 2020. La qualificazione era già garantita dall'aver vinto il campionato paulista 2019.

### Ottavi di finale
| Arbitro: | Rodrigo Dalonso Ferreira |

|  |           |             |
|  | Marcatori | 89’ Toscano |

| Arbitro: | Wagner Nascimento Magalhães |

|                    |           |            |
| Rodolfo 84’ (rig.) | Marcatori | 60’ Fagner |

Il Corinthians viene eliminato dalla Coppa del Brasile 2020 grazie al negativo risultato aggregato (1-2) contro l'América MG.

## Statistiche
Aggiornate al 23 novembre 2020.

### Statistiche di squadra
| Competizione       | In casa | In casa | In casa | In casa | In casa | In casa | In trasferta | In trasferta | In trasferta | In trasferta | In trasferta | In trasferta | Totale | Totale | Totale | Totale | Totale | Totale | DR |
| Competizione       | G       | V       | N       | P       | Gf      | Gs      | G            | V            | N            | P            | Gf           | Gs           | G      | V      | N      | P      | Gf     | Gs     | DR |
| ------------------ | ------- | ------- | ------- | ------- | ------- | ------- | ------------ | ------------ | ------------ | ------------ | ------------ | ------------ | ------ | ------ | ------ | ------ | ------ | ------ | -- |
| Paulistāo          | 8       | 4       | 3       | 1       | 10      | 4       | 8            | 2            | 4            | 2            | 10           | 6            | 16     | 6      | 7      | 3      | 19     | 11     | +8 |
| Brasileirāo        | 19      | 8       | 7       | 4       | 29      | 23      | 19           | 5            | 5            | 9            | 16           | 22           | 38     | 13     | 12     | 13     | 45     | 45     | 0  |
| Coppa Libertadores | 1       | 1       | 0       | 0       | 2       | 1       | 1            | 0            | 0            | 1            | 0            | 1            | 2      | 1      | 0      | 1      | 2      | 2      | 0  |
| Coppa del Brasile  | 1       | 0       | 0       | 1       | 0       | 1       | 1            | 0            | 1            | 0            | 1            | 1            | 2      | 0      | 1      | 1      | 1      | 2      | -1 |
| Totale             | 29      | 13      | 10      | 6       | 41      | 29      | 29           | 7            | 10           | 12           | 27           | 30           | 58     | 20     | 20     | 18     | 67     | 60     | +7 |